# Lobophytum spicodigitum
Lobophytum spicodigitum är en korallart som beskrevs av Li 1984. Lobophytum spicodigitum ingår i släktet Lobophytum och familjen läderkoraller. Inga underarter finns listade i Catalogue of Life.